# Siedlung Bergmannsplatz

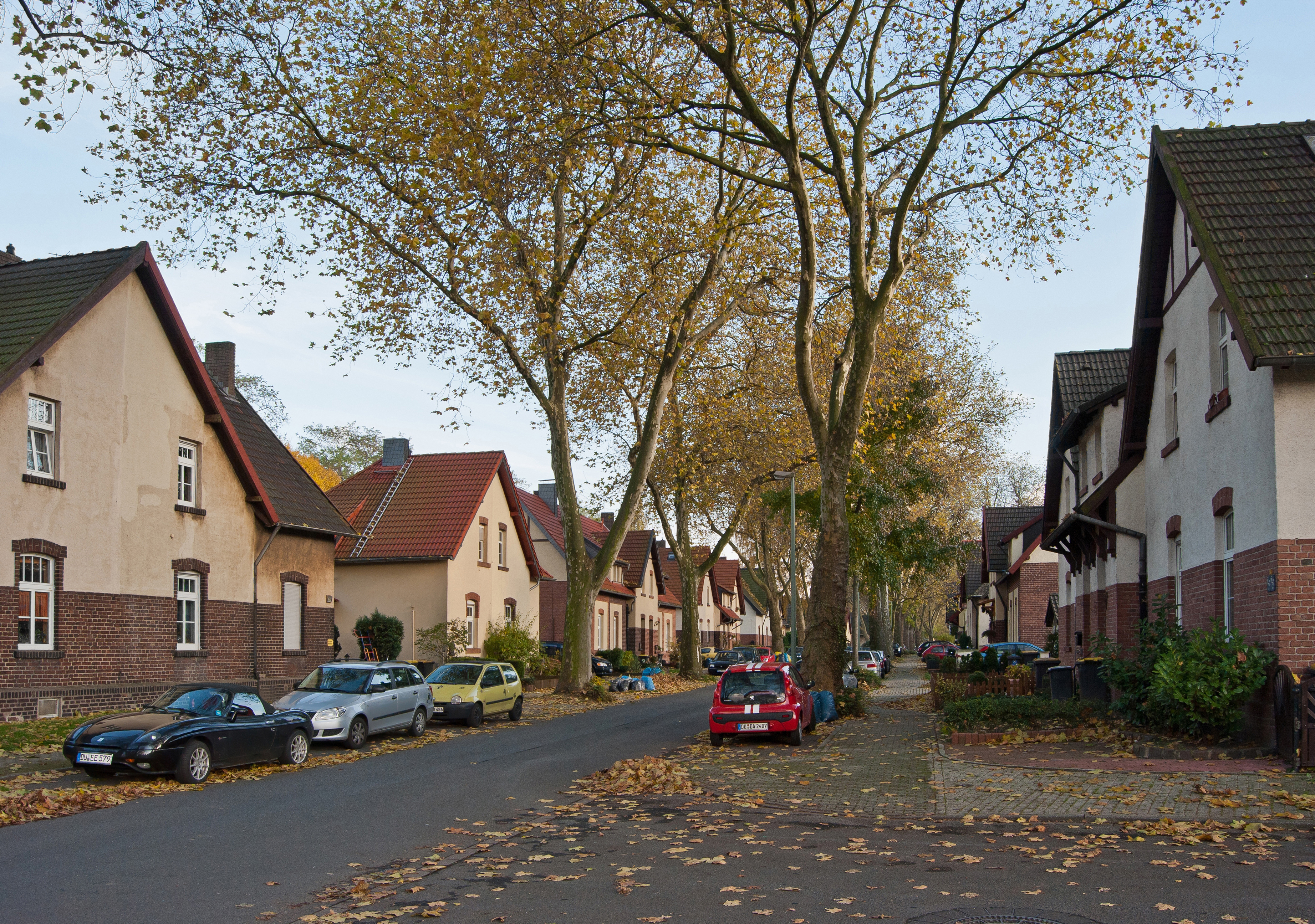
Borussiastraße in der Siedlung Bergmannsplatz

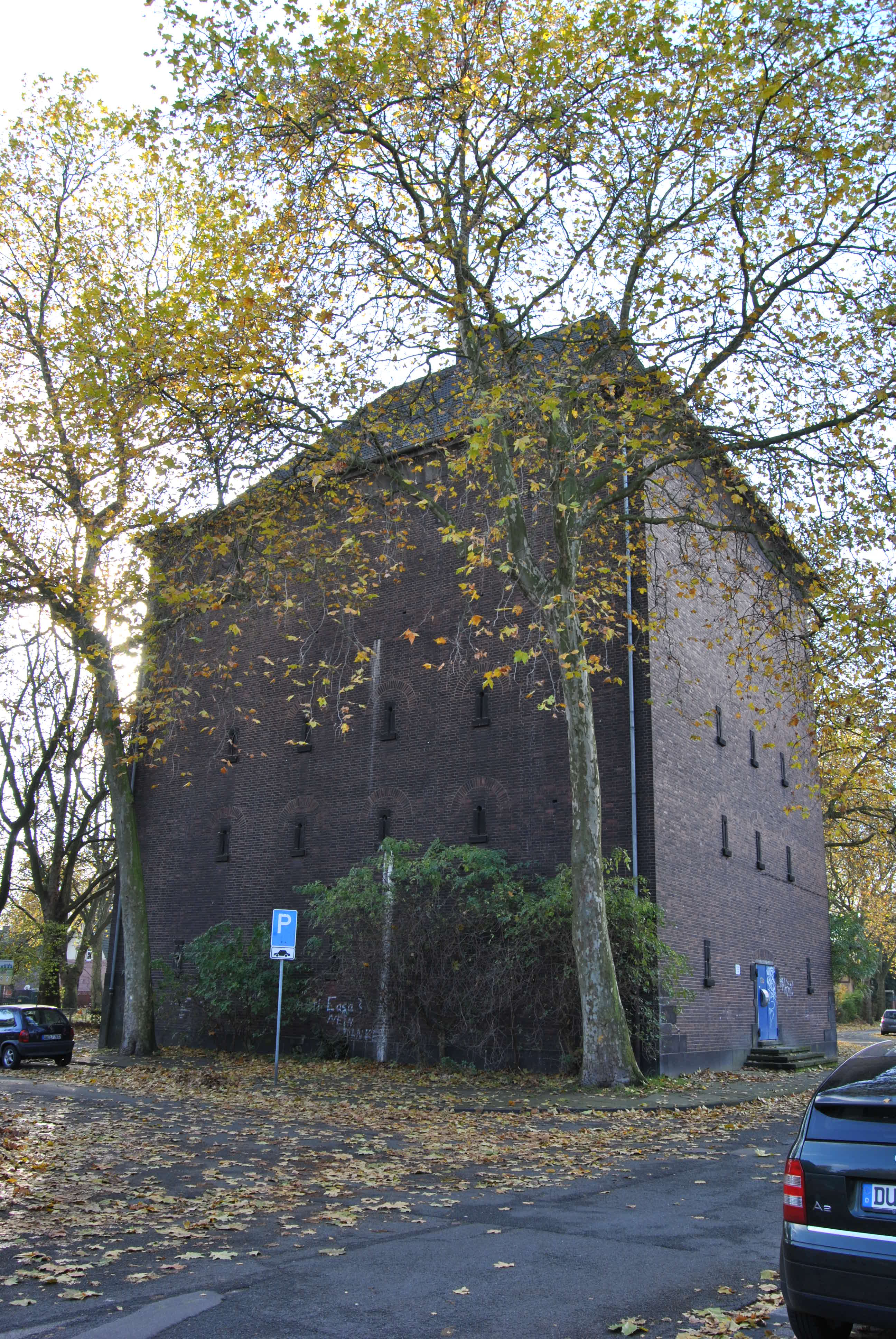
Hochbunker am Bergmannsplatz

Die Siedlung Bergmannsplatz ist eine denkmalgeschützte Zechenkolonie in Duisburg-Neumühl und heute Teil der Route der Industriekultur.

## Überblick
Die Siedlung wurde zwischen 1907 und 1909 für die Bergarbeiter der Zeche Neumühl errichtet. Sie besteht aus 15 verschiedenen Haustypen, die um einen Platz herum gruppiert wurden. Auf dem Platz befindet sich noch heute an zentraler Stelle ein Luftschutzbunker aus der Zeit des Zweiten Weltkriegs. Jedes der Häuser verfügt über einen Garten und einen Vorgarten. Nach einer Bergsenkung, die verschiedene Häuser der Siedlung beschädigt hatte, stand in den 1970er-Jahren ein Abriss der ganzen Siedlung zur Diskussion. Nach massiven Anwohnerprotesten setzten sich nach 1975 aber die Argumente der Heimatkunde und der Denkmalpflege durch, sodass die Siedlung unter Teilabriss der beschädigten Gebäude erhalten blieb und saniert wurde. 1996 wurde die Siedlung als Baudenkmal unter Denkmalschutz gestellt und anschließend mit einer Gestaltungsfibel versehen.